# Mostra de Venise 1971
La Mostra de Venise 1971 s'est déroulée du 25 août au 6 septembre 1971.

## Préparation du festival
Le festival a été manqué d'être annulé : en mai 1971, la nomination à sa tête de Gian Luigi Rondi à sa tête est retardée car il existe des oppositions politiques à sa nomination. Rondi commence néanmoins, alors qu'il n'est pas encore nommé, à entrer en contact avec des réalisateurs et des productions pour la préparation du festival, dont on craint un moment qu'il soit annulé. Une fois nommé en juin 1971, Rondi met en place un comité d'experts afin de l'aider à la préparation de cette édition, composé des réalisateurs Federico Fellini, Luchino Visconti, Franco Zeffirelli, Valerio Zurlini, et de critiques cinématographiques.
Selon le journal Le Monde deux conceptions du festival s'opposent alors : la première, celle de Visconti ou de Rondi, serait un festival mondain qui permette d'assumer la vente des films, « où les "grands" sont sûrs d'être encensés et les novateurs mis à leur place. C'est un Festival capable de relancer vers Venise les courants de touristes en fin de saison. » L'autre, qui viendrait de réalisateurs comme Bernardo Bertolucci, Elio Petri ou Marco Bellocchio, « où l'art a fonction de remise en cause d'une société, et ne sert pas uniquement à décrire des décadences le plus froidement possible. » Ces derniers ayant la sensation que seule la première tendance est représentée à Venise. Un appel au boycott du festival est lancé et signé notamment par Pier Paolo Pasolini, Marco Bellocchio, Nelo Risi, Elio Pietri, Alberto Moravia ou Gian Maria Volontè. Ils estiment que la nomination de Rondi a été faite « au mépris de la volonté du cinéma italien et de l'opinion publique démocratique. »
Dès le mois de juin, Gian Luigi Rondi annonce qu'aucun prix ne sera décerné, « le fait d'avoir été sélectionné constituant en lui-même un prix. »

## Sélection
Source
- The Arp Statue, d'Alan Sekers
- Les Assassins de l'ordre de Marcel Carné
- Le Corrupteur, de Michael Winner
- Le Début de Gleb Panfilov
- Der Große Verhau d'Alexander Kluge
- Les Diables de Ken Russell
- Directed by John Ford de Peter Bogdanovich
- Dodes'kaden d'Akira Kurosawa (section Information).
- Durante l'estate, d'Ermanno Olmi
- L'Humeur vagabonde d'Édouard Luntz
- The Last Movie de Dennis Hopper
- Lenz (de) de George Moorse (de)
- Liebe so schön wie Liebe de Klaus Lemke (de)
- Le Lien d'Ingmar Bergman
- M comme Mathieu de Jean-François Adam
- On n'arrête pas le printemps de René Gilson
- L'ospite de Liliana Cavani
- Le Petit Matin, de Jean-Gabriel Albicocco
- La piazza vuota de Giuseppe Recchia
- Il potere (it) d'Augusto Tretti
- Prenez garde à la sainte putain de Rainer Werner Fassbinder
- Le Printemps de Marcel Hanoun (section Information)
- Qui est Harry Kellerman ? d'Ulu Grosbard
- Smic, Smac, Smoc de Claude Lelouch
- Un dimanche comme les autres de John Schlesinger
- Under Milk Wood d'Andrew Sinclair
- La vacanza, de Tinto Brass

En août 1971, un film chinois est annoncé dans la sélection : Le Détachement féminin rouge, la République populaire de Chine ayant ainsi répondu favorablement à une invitation du vice-commissaire du festival. En outre, une délégation chinoise est présente à Venise.

## Palmarès officieux
Si cette édition du festival n'est officiellement pas compétitive, certaines associations ont néanmoins remis des prix.
- Prix remis par le Syndicat des critiques de cinéma italien
  - Prix du meilleur film étranger : Les Diables de Ken Russell
  - Prix du meilleur film italien : La vacanza de Tinto Brass
- Prix du C.I.D.A.L.C : The Last Movie de Dennis Hopper
- Prix du Centre italien des relations humaines : L'ospite de Liliana Cavani
- Lion d'or pour la carrière : Ingmar Bergman, Marcel Carné et John Ford